# Endogamia
In etnologia l'endogamia (dal greco antico ἔνδον "all'interno" e γάμος "nozze") è un ordinamento matrimoniale per il quale gli sposi vengono obbligatoriamente selezionati all'interno del medesimo gruppo o stirpe, clan, tribù.
L'endogamia è solitamente il risultato di motivazioni sociologiche quali la chiusura culturale alle relazioni esterne o fattori legati al potere di gruppi dominanti oppure motivi contingenti quali l'isolamento geografico di una popolazione. Può anche dipendere da fattori religiosi.
Opposta all'endogamia è l'esogamia.

## Esempi
Esempi di gruppi etnici e religiosi che nel corso della storia hanno tipicamente praticato l'endogamia includono:
- Alauiti
- Amish del Nord America
- Varie tribù arabe
- Assiri dell'Alta Mesopotamia
- Armeni
- Cristiani Copti
- Dailamiti
- Drusi
- Kalé
- Greci Ciprioti
- Turkmeni Iraniani
- Ebrei
- Membri della Chiesa di Gesù Cristo dei Santi degli Ultimi Giorni ed altri gruppi legati al Mormonismo
- Persiani
- Rajput
- I Vaqueiros de Alzada in Spagna
- Yezidi
- Mandei
- Jati